# 山際正道
山際 正道（やまぎわ まさみち、1901年（明治34年）6月12日 - 1975年（昭和50年）3月16日）は、第20代日本銀行総裁。大蔵次官。東京府出身。

## 来歴・人物
東京府出身。1925年 東京帝国大学経済学部卒。大蔵省に入り（主計局属）、銀行検査官、朝鮮銀行、台湾銀行各検査官、銀行、文書などの各課長を経て、銀行局長に就任する。1945年、大蔵次官に就任するが、戦後、公職追放となる。追放解除後は日本輸出入銀行総裁から日銀総裁に就任。当時蔵相であった大蔵省入省同期の池田勇人（のち首相）らと共に日銀法改正の焦点を巡って、日本銀行と水面下で熾烈なバトルを展開した。大蔵側は池田、下村治、日銀側は松本重雄、佐々木直副総裁らを論客としていた。池田蔵相、同総理時代の日銀総裁在任中は、大蔵省と歩調を合わせて、日銀の意向とは別に、高度経済成長下、内需拡大政策をサポートするために、公定歩合を引き下げ低金利政策路線に舵をとっていた。
山際の総裁退任以降も池田勇人の強い意向の下で、池田の総理退任時にすぐに発足した佐藤政権の田中角栄蔵相の下で、日銀生え抜きで“日銀のプリンス”と称されていた総裁本命候補・佐々木直を押しのけて、市中銀行（三菱）出身の宇佐美洵が日銀総裁の座に座ることとなった。日銀はこれ以後、大蔵省の積極財政路線の脇役に甘んじることとなり、文字通り「大蔵省本石町出張所」という有難くない名称までつけられることとなった。1975年3月16日没。享年75（満73歳）。

## 経歴
- 1919年：東京高等師範学校附属中学校（現・筑波大学附属中学校・高等学校）卒業
- 1922年：第一高等学校文科甲類卒業[1]
- 1925年：東京帝国大学経済学部卒業
- 1925年：大蔵省入省（主計局属）
入省同期に池田勇人ら。
- 1929年：高崎税務署長
- 1932年：京橋税務署長
- 1933年：銀行局
- 1936年：企画庁調査官 兼 企画庁総裁秘書官
- 1937年：銀行局特別銀行課長
- 1938年：銀行局特別銀行課長 兼 大蔵大臣秘書官
- 1940年：銀行局特別銀行課長
- 1941年：大臣官房文書課長
- 1941年：銀行局長
- 1943年：銀行保険局長
- 1944年：総務局長
- 1945年　大蔵次官 兼 総務局長
- 1945年：大蔵次官
- 公職追放
- 公職追放解除後、日本輸出入銀行総裁
- 1951年：立教学院理事 兼 財務理事[5]
- 1956年：日本銀行総裁、産業計画会議委員（議長・松永安左ヱ門）就任
- 1964年：日本銀行総裁退任
- 金融制度調査会会長就任